# Sabaton

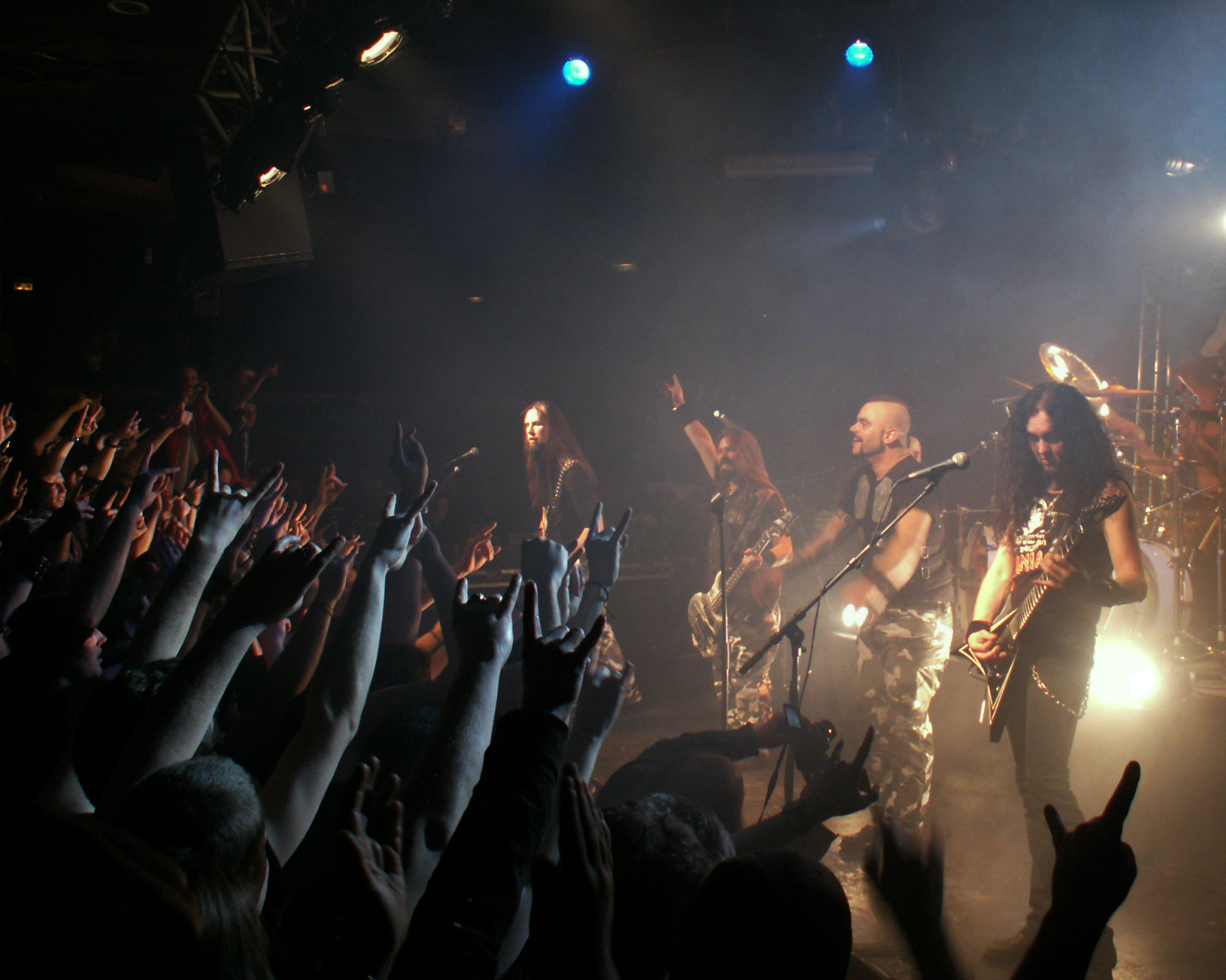
Sabaton au Trabendo à Paris en mars 2011.

Sabaton est un groupe de power metal suédois fondé en 1999 connu pour aborder dans leurs chansons des thèmes issus de l'histoire militaire, notamment les deux guerres mondiales.

## Biographie

### Formation et débuts (1999-2005)
Sabaton est formé en 1999 à Falun, en Dalécarlie. Après avoir enregistré leurs premiers morceaux dans le studio de Peter Tägtgren (The Abyss), Sabaton est contacté par plusieurs labels. Le groupe décide de signer avec un label italien qui publie au niveau international le CD promotionnel Fist for Fight, celui-ci incluant une pochette réalisée par l'artiste bien connu Ken Kelly.
Un an après la sortie des premiers enregistrements, Sabaton souhaite revenir avec l'album Metalizer, travaillant encore avec Peter Tägtgren. L'album est enregistré en 2002 et aurait dû être produit par Underground Symphony comme le premier album du groupe. Cependant, après deux ans d'attente (durant lesquels Sabaton fait la première partie de nombreux groupes en Suède), l'album est abandonné. Sabaton décide d'enregistrer un autre album. Mais cette fois, ils souhaitent le réaliser par eux-mêmes, sans le soutien financier d'un label.

### Black Lodge Records (2005-2010)
Le groupe publie son premier album officiel, Primo Victoria, et se lance lui-même dans des négociations avec plusieurs labels internationaux. Il signe enfin avec Black Lodge, la division metal du label Sound Pollution. Au cours de l'année 2005, Sabaton recrute Daniel Myhr pour décharger Joakim Brodén des claviers, dont il s'occupait en plus de son poste de chanteur.
Leur deuxième album, Attero Dominatus, est publié le 8 juillet 2006 et continue sur la lancée guerrière de Primo Victoria avec des titres comme Back in Control (qui se réfère à l'attaque britannique lors de la guerre des Falkland), Attero Dominatus (au sujet de la bataille de Berlin qui amena la fin de la Seconde Guerre mondiale en Europe) et Angels Calling (au sujet de la guerre des tranchée au cours de la 1re Guerre mondiale).
Leur troisième album (en principe deuxième album), Metalizer, sort finalement le 16 mars 2007. Metalizer est sorti sous la forme d'un double CD avec Fist to Fight et le titre Birds of War jamais publié auparavant.
Comme une suite à Metalizer, Sabaton sort le 30 mai 2008 The Art of War. Cet album est inspiré par le célèbre livre, L'Art de la guerre, attribué à Sun Tzu. L'album contient les singles Cliffs of Gallipoli et Ghost Division. L'album reçoit un accueil très positif de la presse spécialisée (notamment par the Metal Observer, qui lui attribue une note de 9/10). En septembre 2008, Sabaton est annoncé au festival ProgPowerUSA X à Atlanta pour 2009. De même, il est le premier groupe confirmé pour le festival Bloodstock '09 à Derby, en Angleterre.

### Coat of Arms(2010-2012)

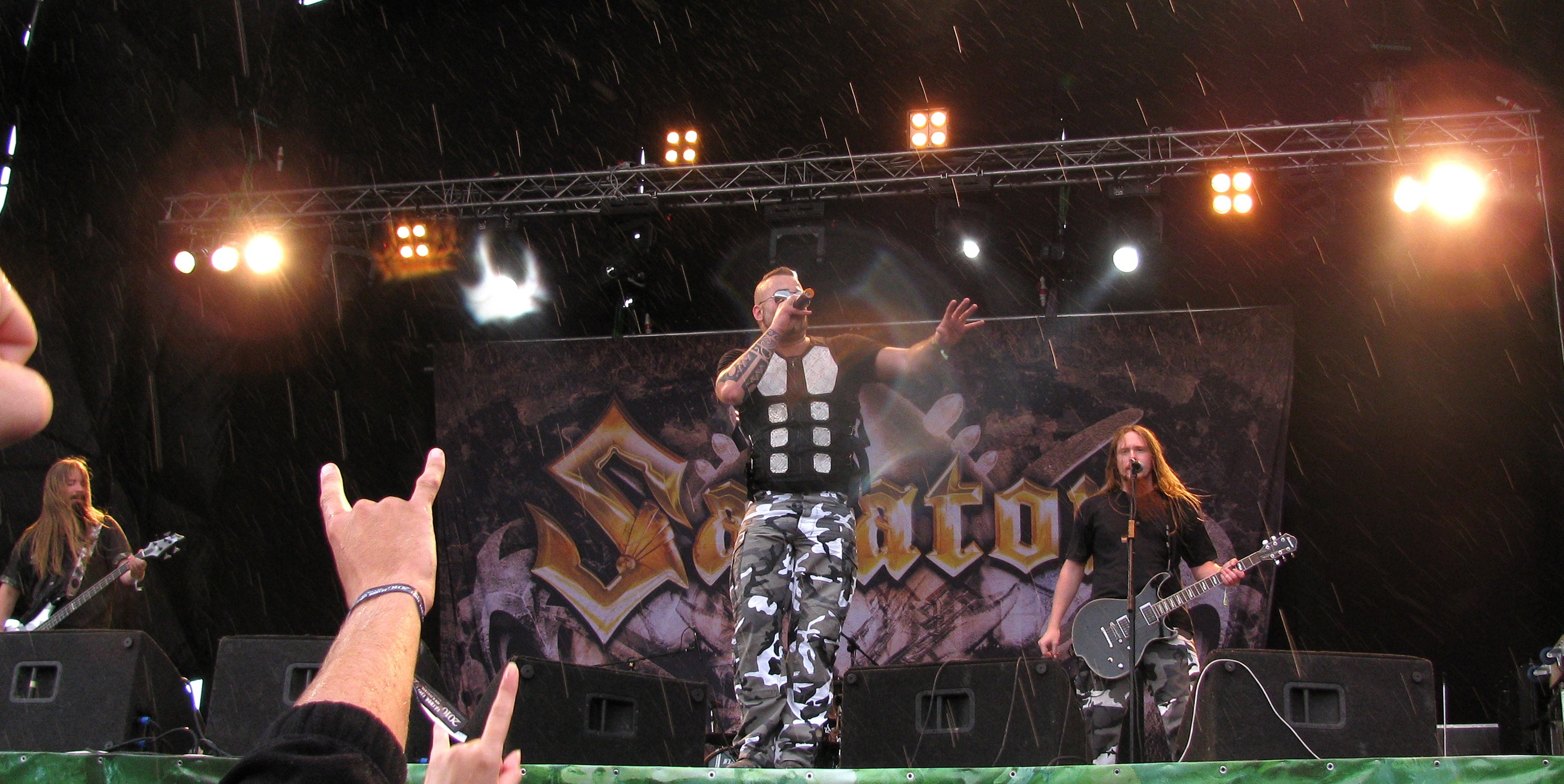
Sabaton au Global East Rock Festival 2010.

Dans le courant de l'année 2010 le groupe signe un nouveau contrat avec le label Nuclear Blast. Le 21 mai 2010, Sabaton sort son cinquième album Coat of Arms, traitant de la Seconde Guerre mondiale. Trois clips promotionnels ont été réalisés : Uprising (concernant le soulèvement de Varsovie contre les nazis en 1944), Screaming Eagle (sur le siège de Bastogne durant l'hiver 1944) et Coat of Arms (qui parle de la résistance grecque contre l'envahisseur, italien puis allemand, et sur la bataille des Thermopyles).
Le 24 septembre 2010 sort une réédition des quatre premiers albums de Sabaton (Primo Victoria, Attero Dominatus, Metalizer et The Art of War) incluant des chansons jamais sorties auparavant, des démos et des lives.
Le 5 août 2011, Sabaton publie son premier album live. Cet album est composé du concert de la Sabaton Cruise 2010, de divers enregistrements du World War Tour (le seul doublon étant 40:1), ainsi que d'un DVD contenant un enregistrement du concert au Rockstad Falun 2008. On y retrouve également les trois clips promotionnels de Coat of Arms.

### Démantèlement etCarolus Rex(2012-2014)

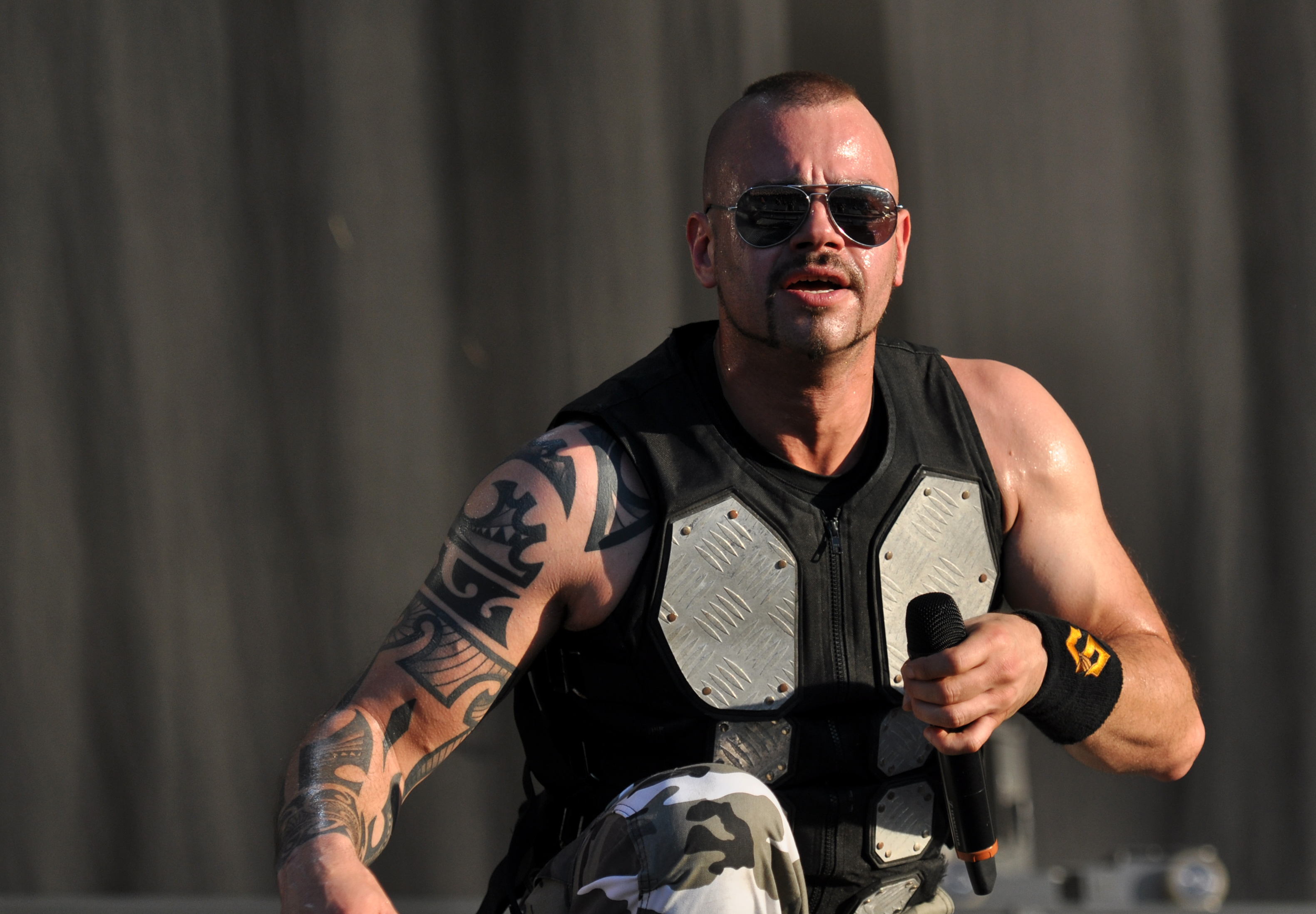
Joakim Brodén (chant), lors du Wacken Open Air en 2013.

Le 15 février 2012, Sabaton indique sur son site web officiel la sortie de leur nouvel album Carolus Rex pour le mois de mai 2012. Celui-ci sera produit par Peter Tägtgren.
Le 30 mars 2012, Sabaton annonce que le line-up actuel est démantelé, les guitaristes Oskar Montelius, Rickard Sundén, le batteur Daniel Mulback et le clavier Daniel Myhr quittent le groupe pour fonder le leur, nommé Civil War. Leurs remplaçants sont annoncés le 2 avril 2012 via une vidéo, ces nouveaux membres sont Chris Rörland et Thobbe Englund comme guitaristes et Robban Bäck comme batteur. Il n'y a pas de clavier mais le groupe utilise des samples en live.
Carolus Rex sort le 22 mai 2012 en Amérique (incluant In the Army Now, une reprise de Status Quo, comme bonus track) et le 25 mai 2012 en Europe (incluant Twilight of the Thunder God, une reprise d'Amon Amarth). Carolus Rex a été enregistré en suédois et en anglais. Une version limitée à 1 000 exemplaires, contenant l'album dans les deux langues et les deux bonus track ainsi que Feuer frei! (une reprise de Rammstein), fut mise en pré-commande avant la sortie de l'album. L'album traite de l'apparition, de l'extension et de la chute de l'empire suédois, et particulièrement du roi Charles XII de Suède (Carolus Rex en latin). En novembre 2012, Robban Bäck prend six mois de congé paternité. Snowy Shaw le remplace sur la tournée en cours, Swedish Empire Tour. Le 18 novembre 2013 le groupe annonce le départ de Robban Bäck, remplacé par Hannes Van Dahl.

### HeroesetThe Last Stand(2014-2018)
Leur septième album studio, Heroes sort le 16 mai 2014. Deux singles sortent avant l'album : To Hell and Back et Resist and Bite. Un clip vidéo officiel pour To Hell and Back sort courant avril 2014.
Le 29 avril 2016, après leur tournée avec Alestorm et Bloodbound en février, le groupe annonce la sortie de leur huitième album intitulé The Last Stand, dont la sortie est prévue le 19 août de la même année. Plusieurs singles sont alors publiés : The Lost Battalion le 10 juin, Blood of Bannockburn le 15 juillet ainsi que Shiroyama le 12 août. À l'occasion de la sortie de leur album, le groupe annonce une tournée mondiale pour la fin de l'année 2016, débutant le 20 août à Falun et passant dans des villes comme Tel Aviv, Baltimore, Denver, Saint-Pétersbourg, mais qui se poursuit également sur l'année 2017, avec des passages à Dublin, Glasgow, Paris, Madrid ou bien Amsterdam. Le 25 juillet 2016, le guitariste Thorbjörn Englund quitte le groupe et annonce faire son dernier concert avec le groupe lors du Sabaton Open Air 2016, le 20 août à Falun, leur ville d'origine. Il est remplacé le 21 août par Tommy Johansson.
Leur huitième album, The Last Stand, est donc publié le 19 août 2016. Quelques semaines après, il atteint la sixième place des classements mondiaux. Il est notamment classé premier en Finlande, premier en République tchèque, deuxième en Allemagne et quatrième en Belgique.
Le 30 novembre 2018, pour les 300 ans de la mort de Charles XII, le groupe ressort une nouvelle édition de Carolus Rex. L'édition est de platine pour ainsi célébrer le fait que l'album est certifié disque de platine pour le quatrième album.

### The Great War(2019-2020)
Le 1er janvier 2019, dans une vidéo publiée sur la chaîne Youtube du groupe, Joakim Brodén et Pär Sundström annoncent conjointement que le groupe est entré en studio pour enregistrer leur neuvième album. La sortie est annoncée pour le courant de l'année. Quelques jours après, le groupe dévoile un partenariat qu'il réalise avec le youtubeur américain Indy Neidell, l'idée étant de créer une chaîne YouTube (Sabaton History) expliquant le contexte historique des chansons de Sabaton. Il est prévu qu'elle démarre le 7 février 2019.
Le 2 avril 2019, plus de détails sont dévoilés concernant l'album. Ce dernier s'intitule The Great War et est annoncé pour une sortie le 19 juillet de la même année. L'enregistrement de l'album, selon les dires du groupes, démarre le 11 novembre 2018, date à laquelle le centenaire de l'armistice a eu lieu. Le 22 avril, le titre Bismarck (du nom d'un cuirassé allemand de la Seconde Guerre mondiale) est révélé en live sur la chaîne YouTube du groupe. Ce dernier est publié en tant que single indépendant, puisque, selon les déclarations du groupe, la chanson ne pouvait figurer sur aucun album. Le 3 mai, la chanson Fields of Verdun sort sur YouTube. Le 14 juin 2019, la chanson The Red Baron (à propos de Manfried von Richtofen, le Baron rouge) est publiée sur la chaine YouTube du groupe.
Ils participent le 20 juin 2019 au Knotfest, se déroulant à Clisson, la veille du Hellfest. Ils côtoient d'autres groupes, comme Papa Roach, Rob Zombie, Amon Amarth ou bien Slipknot. Ils remplacent le lendemain Manowar au Hellfest après leur annulation de dernière minute et sont chaleureusement applaudis par le public malgré l'extinction de voix du chanteur Joakim Brodén et la plupart des chants interprétés par les autres membres du groupe.
Le 30 août 2019, alors qu'ils achèvent le tournage du clip de Seven Pillars of Wisdom (évoquant la vie de T.E Lawrence) en Tunisie, ils sont victimes d'un grave accident de la route. En raison des dégâts matériels et humains, le groupe se voit contraint d'annuler une prestation en Pologne prévue pour le surlendemain. Le même clip est dévoilé sur YouTube le 21 décembre 2019.
Peu après cet épisode, ils annoncent les dates d'une nouvelle tournée européenne débutant le 17 janvier 2020 à Zurich pour s'achever un mois plus tard à Oslo. Ils sont alors accompagnés d'autres groupes comme Amaranthe et Apocalyptica.

### The War To End All Wars(2020-2021)
Le 24 décembre 2020, dans le cadre de leur calendrier de l'avent, le groupe annonce rentrer en studio pour enregistrer son dixième album. Un teaser est publié quelques jours avant et annonçant un prochain single.
Le 11 février 2021, ils resignent un nouveau contrat avec Nuclear Blast et donnent plus de détails concernant leur prochain single. Ce dernier s'intitule "Livgardet" et est annoncé pour le 26 février 2021. Il raconte l'histoire de la garde royale suédoise qui a vu le jour en 1521. Les paroles sont écrites en suédois. Une version anglaise de Livgardet, intitulée The Royal Guard sortira un mois plus tard, le 9 avril 2021.
Le 7 mai (date de la capitulation allemande de 1945 signée à Reims), le groupe dévoile un nouveau morceau, intitulé Defence of Moscow (traitant de la Bataille de Moscou en 1941), celle-ci étant la reprise d'un titre du groupe russe Radio Tapok.
Le 14 août 2021, ils annoncent dans une vidéo promotionnelle que leur prochain album s'appellera The War To End All Wars. Il reviendra principalement sur des batailles de la Grande Guerre.

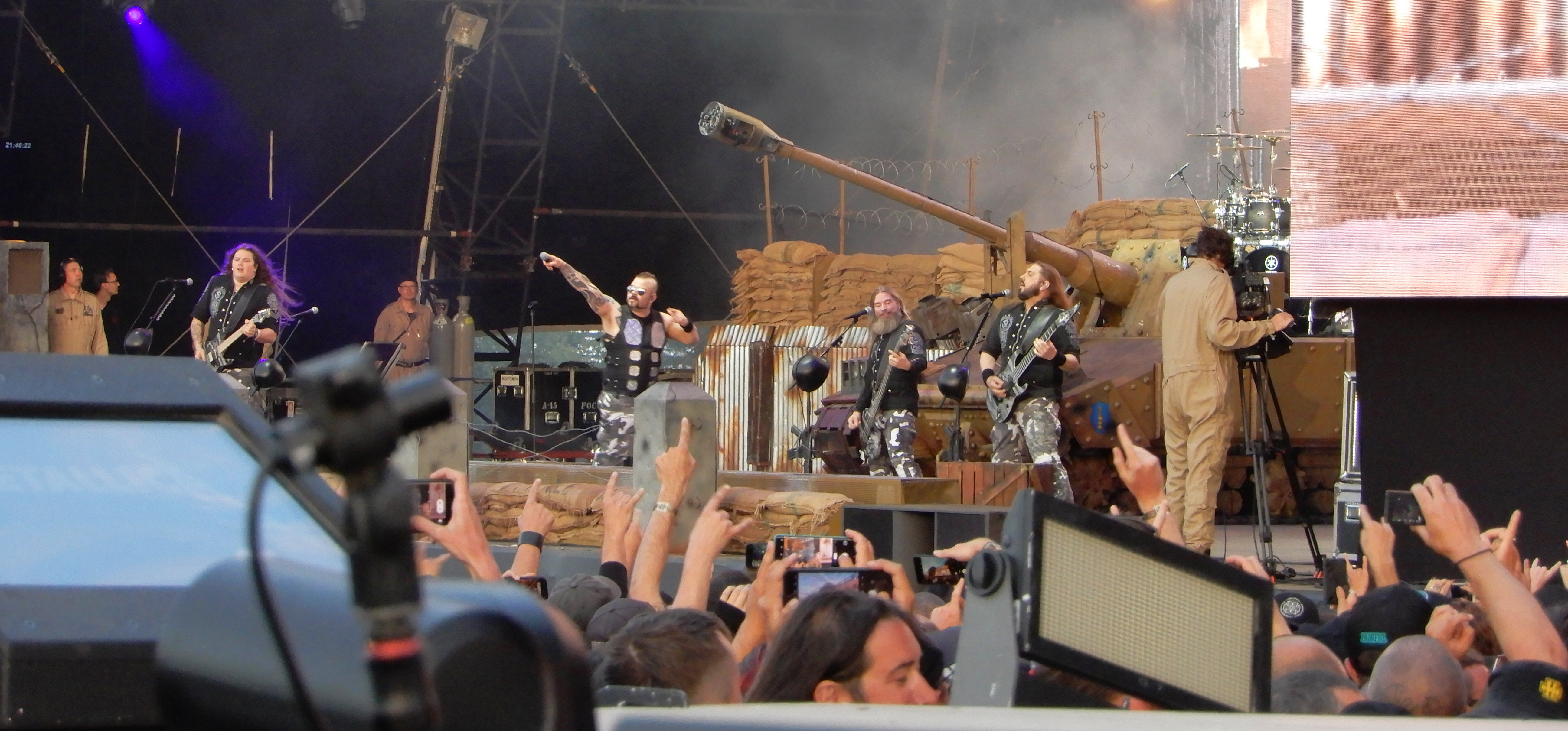
Sabaton au Hellfest 2022.

Le 4 octobre 2021, ils confirment la sortie de l'album pour le 4 mars 2022, toujours sous Nuclear Blast. Le groupe présente alors The War To End All Wars comme une suite de The Great War. Un premier extrait, Christmas Truce, est dévoilé sous forme de clip le 29 octobre 2021. Il revient sur l'épisode de la Trêve de Noël.
Le 8 novembre 2021, ils annoncent la sortie d'un double DVD live incluant le concert du groupe au Wacken Open Air 2019 pour fêter son vingtième anniversaire, ainsi qu'un concert à Prague lors de la tournée The Great Tour. Le DVD est annoncé pour une sortie le 19 novembre 2021. Le groupe dévoile également la sortie le même jour d'un jeu Cobi permettant la construction de la scène de tournée de The Great Tour.

### Départ de Tommy Johansson de Sabaton (janvier 2024)
Les membres du groupe ont annoncé le 20 janvier 2024 sur leur site officiel et réseaux sociaux le départ de Tommy Johansson, guitariste emblématique du groupe, après sept années de contribution. Rejoignant le groupe en 2016, Tommy a laissé une empreinte indélébile sur l'identité musicale de Sabaton. La décision, difficile pour Tommy, est saluée par le groupe avec respect et soutien. Johansson précise qu'il a prévu d'assurer une transition en douceur avec le prochain guitariste.
Dans son message personnel, Johansson exprime sa reconnaissance envers les fans et annonce son engagement continu dans d'autres projets musicaux, notamment avec le groupe qu'il a fondé en 2000, Majestica. Le départ de Tommy marque la fin d'une ère, mais ouvre la porte à de nouvelles opportunités pour lui et Sabaton.
Le 9 février 2024, le groupe annonce, via une vidéo publiée sur ses réseaux, que l'ancien guitariste Thorbjörn Englund (membre de 2012 à 2016) reprend sa place au sein de la formation.

## Membres

### Membres actuels
- Joakim Brodén — chant, clavier (depuis 1999)
- Pär Sundström — basse (depuis 1999)
- Chris Rörland — guitare (depuis 2012)
- Hannes Van Dahl — batterie (depuis 2013)
- Thorbjörn Englund — guitare (2012-2016, puis depuis 2024)

### Anciens membres
- Richard Larsson — batterie (1999-2001)[35]
- Rikard Sundén — guitare, chœurs (1999-2012)
- Oskar Montelius — guitare, chœurs (1999-2012)
- Daniel Mullback — batterie, percussions, chœurs (2001-2012)
- Daniel Mÿhr — claviers, chœurs (2005-2012)
- Robban Back — batterie (2012–2013)
- Tommy Johansson — guitare, chœurs  (2016-2024)

### Anciens musiciens des concerts
- Frédéric Leclercq — guitare rythmique (2011)
- Udo Dirkschneider — chœurs (au Rockstad à Falun, 2011)
- Chris Boltendahl — chœurs (au Rockstad à Falun, 2011)
- Van Canto — chœurs (au Rockstad à Falun, 2011)
- Snowy Shaw — batterie (2012-2013)

## Anecdotes
Dans une interview réalisée en février 2020, Joakim Brodén revient notamment sur l'origine du nom du groupe. Il explique que le sabaton (ou soleret en français) était une pièce en fer qui composait les armures médiévales et permettait de protéger les pieds des soldats.

## Distinctions

### Heart Of Europe International Film Festival
- Meilleur clip vidéo pour la saison avril-mai en 2022[36].

### Prague Music Awards
- Mention honorable pour le clip Christmas Truce en 2022[37].

### Metal Hammer Awards
- Meilleur groupe live en 2012[38].

### Metal Injection Awards:
- Meilleur album de l'année pour The Great War en 2019[39].

### Dalecarlia Music Awards
- Meilleur groupe de l'année en 2015[40].
- Meilleur album de l'année pour Heroes en 2015[40].
- Meilleur groupe de l'année en 2020[41].

### Rockbjörnen Awards
- Meilleur groupe Hard Rock/Metal en 2013[42].

## Discographie

### Albums studio
- 2005 : Primo Victoria
- 2006 : Attero Dominatus
- 2007 : Metalizer (enregistré en 2002)
- 2008 : The Art of War
- 2010 : Coat Of Arms
- 2012 : Carolus Rex
- 2014 : Heroes
- 2016 : The Last Stand
- 2019 : The Great War
- 2022 : The War To End All Wars
- 2023 : Heroes of the Great War
- 2023 : Stories From The Western Front

### Démo
- 2001 : Fist for Fight

### Albums live
- 2011 : World War Live - Battle of the Baltic Sea
- 2013 : Swedish Empire Live
- 2016 : Heroes on Tour
- 2021 : The Great Show + 20th Anniversary Show

## Vidéographie

### Clips vidéo
- 2006 : Attero Dominatus, tiré de l'album Attero Dominatus
- 2006 : Cliffs Of Gallipoli, tiré de l'album The Art Of War
- 2011 : Uprising, tiré de l'album Coat Of Arms
- 2011 : Screaming Eagles, tiré de l'album Coat Of Arms
- 2012 : Coat Of Arms, tiré de l'album Coat Of Arms
- 2014 : To Hell And Back, tiré de l'album Heroes, dirigé par Owe Lingvall
- 2017 : Primo Victoria, tiré de l'album Primo Victoria
- 2019 : Bismarck, publié en single indépendant, dirigé par Matthias Hoene
- 2019 : Fields of Verdun, première chanson publiée de leur album The Great War, le clip a été réalisé à Verdun avec le groupe de reconstitution historique "le poilu de la Marne" pour endosser le rôle des soldats français et allemands
- 2019 : Angels Calling, tiré de l'album Attero Dominatus, enregistré en association avec Apocalyptica
- 2019 : Seven Pillars of Wisdom, tiré de l'album The Great War, dirigé par Mehdi Jouini
- 2019 : Great War, tiré de l'album The Great War
- 2020 : Devil Dogs, tiré de l'album The Great War
- 2020 : The Attack Of The Dead Man, tiré de l'album The Great War
- 2020 : The Future of Warfare, tiré de l'album The Great War, clip réalisé avec des blocs de jeu de construction en stop motion
- 2020 : Night Witches, tiré de l'album Heroes, clip animé contant, via une voix off, l'histoire du 588e régiment de bombardiers nocturnes surnommé Night Witches
- 2020 : No Bullets Fly, tiré de l'album Heroes, clip animé contant, via une voix off, l'histoire de l'accident aérien entre le bombardier B17 piloté par Charlie Brown et le pilote de chasse allemand Franz Stigler qui préféra escorter le B17 fortement endommagé par les batteries anti-aériennes hors de la zone de combat plutôt que de l'abattre, risquant ainsi la cour martiale
- 2021 : Livgardet, tiré du single Livgardet, dirigé par Rickard Erixon
- 2021 : The Royal Guard, version en anglais du titre Livgardet, tiré du single The Royal Guard
- 2021 : Defence Of Moscow, tiré du single du même nom
- 2021 : Steel Commanders, tiré du single du même nom
- 2021 : Christmas Truce, tiré de l'album The War To End All Wars, réalisé par David Kočár
- 2022 : Soldier Of Heaven, tiré de l'album The War To End All Wars
- 2022 : The Unkillable Soldier, tiré de l'album The War To End All Wars, le titre fait référence à Adrian Carton de Wiart
- 2022 : Race To The Sea, tiré de l'album The War To End All Wars
- 2022 : Stormtroopers, tiré de l'album The War To End All Wars
- 2022 : The Red Baron, tiré de l'album The Great War, version animée précédée par deux versions lyriques
- 2022 : Lady of the Dark tiré de l'album The War To End All Wars, version animée
- 2023 : 1916 tiré de l'EP Stories From The Western Front, publié en même temps qu'une version lyrique, réalisé par Adam Barker, il s'agit d'une reprise de la chanson éponyme de Motörhead
- 2025 : Templars, tiré du single du même nom
- 2025 : Hordes of Khan, tiré du single du même nom

### Lyric vidéos
- 2014 : Night Witches, tiré de l'album Heroes
- 2014 : Resist And Bite, tiré de l'album Heroes
- 2016 : Blood Of Bannockburn, tiré de l'album The Last Stand
- 2016 : Last Dying Breath, tiré de l'album The Last Stand
- 2016 : Shiroyama, tiré de l'album The Last Stand
- 2016 : Sparta, tiré de l'album The Last Stand
- 2016 : The Lost Battalion, tiré de l'album The Last Stand
- 2018 : Hill 3234, tiré de l'album The Last Stand
- 2018 : The Lion From The North, tiré de l'album Carolus Rex (réédition)
- 2019 : The Red Baron, tiré de l'album The Great War, une seconde version du clip est publiée en février 2020
- 2019 : 82nd All The Way, tiré de l'album The Great War, une seconde version du clip est publiée en février 2020
- 2019 : Bismarck
- 2019 : In Flanders Fields, tiré de l'album The Great War, une seconde version du clip est publiée en mars 2020
- 2020 : The Future Of Warfare, tiré de l'album The Great War
- 2020 : Seven Pillars of Wisdom, tiré de l'album The Great War
- 2020 : The Attack of the Dead Men, tiré de l'album The Great War
- 2020 : Devil Dogs, tiré de l'album The Great War
- 2020 : Great War, tiré de l'album The Great War
- 2020 : A Ghost in the Trenches, tiré de l'album The Great War
- 2020 : Fields of Verdun, tiré de l'album The Great War't War
- 2020 : The End of the War to End All Wars, tiré de l'album The Great War
- 2020 : The Final Solution, tiré de l'album Coat of Arms
- 2021 : Livgardet, version avec paroles du clip publié quelques jours auparavant
- 2021 : The Royal Guard, version en anglais du titre Livgardet, version avec paroles du clip publié quelques jours auparavant
- 2021 : Defence of Moscow, version avec paroles du clip publié quelques jours auparavant
- 2021 : The Art Of War, clip regroupant l'ensemble de l'album du même nom dans une seule et même vidéo afin que l'auditeur suive l'histoire du début à la fin, le groupe indiquant qu'avec les albums traditionnels, les auditeurs n'écoutent pas tout et se contentent souvent de quelques morceaux phares, Sabaton indique qu'il s'agit d'un concept
- 2021 : Ghost Division, tiré de l'album The Art Of War
- 2021 : The Art Of War, tiré de l'album éponyme
- 2021 : 40:1, tiré de l'album The Art Of War
- 2021 : Unbreakable, tiré de l'album The Art Of War
- 2021 : Cliffs Of Gallipoli, tiré de l'album The Art Of War
- 2021 : Talvisota, tiré de l'album The Art Of War
- 2021 : Panzerkampf, tiré de l'album The Art Of War
- 2021 : Union [Slopes Of St. Benedict], tiré de l'album The Art Of War
- 2021 : The Price Of A Mile, tiré de l'album The Art Of War
- 2021 : Firestorm, tiré de l'album The Art Of War
- 2021 : Kingdom Come, tiré de l'album The Art Of War
- 2021 : Christmas Truce, tiré de l'album The War To End All Wars
- 2022 : Soldier Of Heaven, tiré de l'album The War To End All Wars
- 2022 : Smoking Snakes, tiré de l'album Heroes
- 2022 : No Bullets Fly, tiré de l'album Heroes
- 2022 : Inmate 4859, tiré de l'album Heroes
- 2022 : To Hell And Back, tiré de l'album Heroes
- 2022 : The Ballad Of The bull, tiré de l'album Heroes
- 2022 : The Unkillable Soldier, tiré de l'album The War To End All Wars
- 2022 : Resist And Bite, tiré de l'album Heroes
- 2022 : Soldier Of 3 Armies, tiré de l'album Heroes
- 2022 : Hearts Of Iron, tiré de l'album Heroes
- 2022 : Far From The Fame, tiré de l'album Heroes
- 2022 : Stormtroopers, tiré de l'album The War To End All Wars
- 2022 : Dreadnought, tiré de l'album The War To End All Wars
- 2022 : Sarajevo, tiré de l'album The War To End All Wars
- 2022 : Versailles, tiré de l'album The War To End All Wars
- 2022 : The Valley Of Death, tiré de l'album The War To End All Wars
- 2022 : Hellfighters, tiré de l'album The War To End All Wars
- 2022 : Race To The Sea, tiré de l'album The War To End All Wars
- 2022 : Lady Of The Dark, tiré de l'album The War To End All Wars
- 2022 : Midway, tiré de l'album Coat of Arms
- 2022 : Uprising, tiré de l'album Coat of Arms
- 2022 : Screaming Eagles, tiré de l'album Coat of Arms
- 2022 : Aces in Exile, tiré de l'album Coat of Arms
- 2022 : Saboteurs, tiré de l'album Coat of Arms
- 2022 : Wehrmacht, tiré de l'album Coat of Arms
- 2022 : White Death, tiré de l'album Coat of Arms
- 2022 : Metal Ripper, tiré de l'album Coat of Arms
- 2022 : White Death, tiré de l'album Coat of Arms
- 2022 : Father, tiré de l'EP Weapons Of The Modern Age
- 2022 : The Lion From The North, tiré de l'album Carolus Rex
- 2022 : Carolus Rex, tiré de l'album du même nom
- 2022 : A Lifetime Of War, tiré de l'album Carolus Rex
- 2022 : 1648, tiré de l'album Carolus Rex
- 2022 : The Carolean's Prayer, tiré de l'album Carolus Rex
- 2022 : Gott Mit Uns, tiré de l'album Carolus Rex
- 2022 : Killing Ground, tiré de l'album Carolus Rex
- 2022 : Poltava, tiré de l'album Carolus Rex
- 2022 : Long Live The King, tiré de l'album Carolus Rex
- 2022 : Ruina Imperii, tiré de l'album Carolus Rex
- 2023 : Lejonet från Norden, tiré de l'album Carolus Rex
- 2023 : The First Soldier, tiré de l'EP Heroes of The Great War, en référence à Albert Séverin Roche
- 2023 : Swedish, tiré de l'album Carolus Rex
- 2023 : Gott Mit Uns, tiré de l'album Carolus Rex, en suédois
- 2023 : Konungens Likfärd, tiré de l'album Carolus Rex, en suédois
- 2023 : Karolinens Bön, tiré de l'album Carolus Rex, en suédois
- 2023 : En Livstid i Krig, tiré de l'album Carolus Rex, en suédois
- 2023 : 1648, tiré de l'album Carolus Rex, en suédois
- 2023 : Ett Slag Färgat Rött, tiré de l'album Carolus Rex, en suédois
- 2023 : 1916, tiré de l'EP Stories From The Western Front, publié en même temps qu'une version filmée
- 2023 : En Livstid i Krieg, tiré de l'album Carolux Rex, en suédois
- 2023 : Primo Victoria, tiré de l'album éponyme
- 2023 : Reign Of Terror, tiré de l'album Primo Victoria
- 2023 : Panzer Batalion, tiré de l'album Primo Victoria
- 2023 : Wolfpack, tiré de l'album Primo Victoria
- 2023 : Counterstrike, tiré de l'album Primo Victoria
- 2023 : Stalingrad, tiré de l'album Primo Victoria
- 2023 : Into The Fire, tiré de l'album Primo Victoria
- 2023 : Purple Heart, tiré de l'album Primo Victoria
- 2023 : Metal Machine, tiré de l'album Primo Victoria
- 2024 : Back in Control, tiré de l'album Attero Dominatus
- 2024 : Nightchild, tiré de l'album Attero Dominatus
- 2024 : In the Name of God, tiré de l'album Attero Dominatus
- 2024 : Angels Calling, tiré de l'album Attero Dominatus
- 2024 : Rise of Evil, tiré de l'album Attero Dominatus
- 2024 : Nuclear Attack, tiré de l'album Attero Dominatus
- 2024 : Attero Dominatus, tiré de l'album éponyme
- 2024 : Metal Crüe, tiré de l'album Attero Dominatus
- 2024 : Light in the Black, tiré de l'album Attero Dominatus
- 2024 : We burn, tiré de l'album Attero Dominatus
- 2024 : Shotgun, tiré de l'album Primo Victoria
- 2024 : le groupe publie en une fois un clip lyrique pour chaque titre de l'album Metalizer
- 2024 : Birds of War, tiré de l'album Fist for Fight
- 2024 : The Hammer Has Fallen, tiré de l'album Fist for Fight
- 2025 : Templars, tiré du single du même nom
- 2025 : Hordes of Khan, tiré du single du même nom
- 2025 : The Duelist, tiré de l'album Legends
- 2025 : Lightning at the Gates, tiré de l'album Legends

### Live Clips
- 2009 : 40:1, tiré de l'album The Art Of War
- 2013 : Ghost Division, tiré de l'album The Art Of War
- 2013 : The Art Of War, tiré de l'album The Art Of War
- 2018 : The Last Stand, tiré de l'album The Last Stand